# 竹元勝雄
竹元 勝雄（たけもと かつお、1927年7月25日 - 2006年5月8日）は、山口県徳山市（現：周南市）出身のプロ野球選手（投手）、プロ野球審判員。

## 来歴・人物
山口県立徳山中学校在学時から投手としてプレー。戦後、社会人野球の藤山炭鉱に在籍。
1950年2月、大阪タイガースにテスト入団。1951年に一軍登録されたが、4月22日の大洋ホエールズ戦に敗戦処理として登板しただけでわずか1年で退団。
退団後は、社会人野球の篠崎倉庫に在籍していたが、1954年にセントラル・リーグが造った新日本リーグの審判となりこれを機に審判として再出発。1955年のシーズン途中に新日本リーグが解体され、関東の球団がセントラル・リーグが管理するイースタン・リーグに、愛知以西の球団がパシフィック・リーグが管理するウエスタン・リーグに転籍するとセントラル・リーグの関西審判部に入局（※ 入局は1956年）。1983年1月に退局するまで通算2819試合に出場し、それまでにアウトサイドプロテクターを使用した。
日本シリーズに7回、オールスターゲームには9回出場している。審判としては長嶋茂雄がホームランを打ちながら一塁ベースを踏み忘れたためアピールアウトになった際の一塁塁審。広島東洋カープ初の外国人監督ジョー・ルーツを退場させた審判として有名。また、1966年には広島のファンにビンを投げつけられて目の下を負傷したことで知られている。
2006年5月8日に死去。享年79。

## 詳細情報

### 年度別投手成績
| 年 度     | 球 団     | 登 板 | 先 発 | 完 投 | 完 封 | 無 四 球 | 勝 利 | 敗 戦 | セ 丨 ブ | ホ 丨 ル ド | 勝 率 | 打 者 | 投 球 回 | 被 安 打 | 被 本 塁 打 | 与 四 球 | 敬 遠 | 与 死 球 | 奪 三 振 | 暴 投 | ボ 丨 ク | 失 点 | 自 責 点 | 防 御 率 | W H I P |
| --------- | --------- | ----- | ----- | ----- | ----- | -------- | ----- | ----- | -------- | ----------- | ----- | ----- | -------- | -------- | ----------- | -------- | ----- | -------- | -------- | ----- | -------- | ----- | -------- | -------- | ------- |
| 1951      | 阪神      | 1     | 0     | 0     | 0     | 0        | 0     | 0     | --       | --          | ----  | 13    | 2.2      | 4        | 0           | 1        | --    | 0        | 0        | 0     | 0        | 2     | 2        | 6.00     | 1.88    |
| 通算：1年 | 通算：1年 | 1     | 0     | 0     | 0     | 0        | 0     | 0     | --       | --          | ----  | 13    | 2.2      | 4        | 0           | 1        | --    | 0        | 0        | 0     | 0        | 2     | 2        | 6.00     | 1.88    |

### 背番号
- 45 （1950年 - 1951年）